# Neoempheria jugalis
Neoempheria jugalis är en tvåvingeart som beskrevs av Coher 1959. Neoempheria jugalis ingår i släktet Neoempheria och familjen svampmyggor. Inga underarter finns listade i Catalogue of Life.